# Nazareth Speedway
Le Nazareth Speedway est un circuit automobile situé à Nazareth en Pennsylvanie. Il accueille des compétitions de 1910 à 2004, date de sa fermeture. 

## Histoire

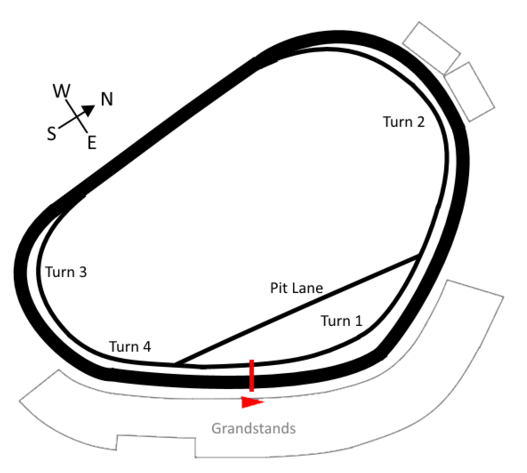
Le Nazareth Speedway de 1986 à 2004.

Dans les années 1850, la ville de Nazareth accueille des courses de chevaux en centre-ville. Alors que l'affluence à ces événements augmente, le centre-ville n'est plus capable de recevoir de telles épreuves. En 1900, un circuit de terre de 0,5 miles est construit.

### Circuit de terre court
Les premières événements automobiles arrivent sur le circuit dans les années 1910, mais il ne s'agit pas de courses. Il s'agit d'auto-polo, un sport très en vogue aux États-Unis à cette période. La première vraie course est accueillie en 1947, organisée par l'Association américaine des automobilistes (AAA). 35 voitures sont en piste, suivies par 11 000 spectateurs.
En 1952, Jerry Fried rachète le circuit et ses alentours. Il reçoit toujours des courses, mais aussi des derbys de démolition, ainsi que des courses d'enduro. Après le rachat par Roger Penske en 1988, le circuit de terre court est vendu à Laneco, supermarché de Pennsylvanie, et est démoli.

### Circuit de terre long
Le circuit de terre long est ouvert en avril 1966, et mesure 1,125 miles et est nommé le Nazareth National Speedway. En 1967, le tracé accueille neuf événements durant l'année, ce qui est le record d'activité du circuit. En 1971, le circuit long est fermé, et ne rouvre qu'en 1982. Durant ces onze années, le complexe est un complexe agricole, de culture de plantes. Après le rachat par Lindy Vicari en 1982, il rénove les infrastructures, et raccourcit le circuit de terre long à un ovale d'un mile. Il prévoit d'accueillir les évenements sur terre les plus prestigieux de l'United States Auto Club (USAC). En problèmes financiers, Vicari ferme les deux circuits en 1983.

### Circuit asphalté
En 1986, Roger Penske, directeur de la prestigieuse écurie Penske Racing, rachète le circuit. Il crée un nouveau circuit asphalté à la place de l'ancien circuit de terre long, et vend la partie du circuit court à Laneco. Le circuit est renommé Pennsylvania International Raceway en 1987 et rouvre ses portes. Il ressemble alors beaucoup à l'ancien circuit de terre long, mais le circuit est raccourci, et mesure officiellement 1 mile. 
L'inclinaison du circuit est assez modeste, mais le tracé possède un certain dénivelé. Le circuit est également le premier ovale à bénéficier d'une voie entière pour entrer et sortir des stands, designés en partie par le pilote Rick Mears. En 1993, le circuit est renommé Nazareth Speedway. En 1997, Penske entreprend de nouvelles rénovations.
Selon les compétitions, la longueur de l'ovale change sensiblement selon les mesures des organisateurs. Ainsi, en CART entre 1997 et 2001, le tracé mesure 0,946 miles, contre 0,935 en IndyCar Series entre 2002 et 2004. Cependant, la NASCAR garde bien cette longueur exacte de 1 mile.

### Fermeture
Le Nazareth Speedway ferme ses portes en 2004, peu de temps après son rachat par l'International Speedway Corporation (ISC). Les courses prévues à Nazareth pour la saison 2005 sont délocalisées à Watkins Glen, un autre circuit détenu par l'ISC. En 2007, les tribunes ne sont plus à Nazareth et sont déplacées à Watkins Glen et au Michigan International Speedway.
En novembre 2015, Raceway Properties LLC rachète le complexe du Nazareth Speedway mais ne prévoit pas d'y accueillir à nouveau des courses automobiles, en partie à cause de la proximité avec le Pocono Raceway. Cette zone doit potentiellement servir à devenir un centre commercial, ou une zone résidentielle.

## Culture populaire
Présent dans les jeux vidéos d'IndyCar Series et de NASCAR jusqu'en 2004, le circuit reste présent dans certains jeux vidéos, même après sa fermeture. Ainsi, le circuit peut être utilisé dans NASCAR SimRacing, NASCAR 2005: Chase for the Cup, NASCAR 06: Total Team Control, NASCAR 07, NASCAR 08 (PS2), et NASCAR 09 (PS2). 
Mark Knopfler a écrit la chanson Speedway At Nazareth en 2000, sur son deuxième album solo Sailing to Philadelphia, à propos de ce circuit.